# Matías Almeyda
Matías Jesús Almeyda (* 21. Dezember 1973 in Azul, Provinz Buenos Aires) ist ein ehemaliger argentinischer Fußballspieler und heutiger Fußballtrainer.

## Verein
Almeyda spielte in seiner Karriere für verschiedene bekannte Clubs wie River Plate, FC Sevilla, Lazio Rom, AC Parma und Inter Mailand. Mit River Plate gewann der defensive Mittelfeldspieler drei Mal die Apertura und 1996 die Copa Libertadores; seine Erfolge mit Lazio Rom waren die Coppa Italia 1998 und 2000, der Europapokal der Pokalsieger und der Europäische Supercup 1999, sowie der italienische Meistertitel 2000. 

## Nationalmannschaft
Er war Mitglied der argentinischen Nationalmannschaft und nahm an den Olympischen Spielen 1996 (2. Platz) und den Weltmeisterschaften 1998 und 2002 teil.

## Trainer
Almeyda begann seine Trainerlaufbahn bei seinem Stammverein River Plate Buenos Aires nach dem erstmaligen Abstieg in der Vereinsgeschichte aus der 1. Liga, den er als Spieler nicht verhindern konnte, mit einem 1:0-Sieg, Torschütze war der Uruguayer Juan Manuel Díaz, im ersten Spiel der 2. argentinischen Liga Primera B Nacional im River-Plate-Stadion im August 2011 gegen CA Chacarita Juniors. Er schaffte mit dem Verein den direkten Wiederaufstieg. In der Saison 2012/13 wurde er nach wenigen Monaten entlassen. Im März 2013 ging er erneut in die zweite argentinische Liga und heuerte bei CA Banfield an. Er verpasste mit dem Klub zunächst den Aufstieg, holte dies aber in der Spielzeit 2013/14 nach. In der Saison 2015 trat er im August zurück.
Im September 2015 löste er José Manuel de la Torre als Cheftrainer von Deportivo Guadalajara in der mexikanischen Liga MX ab. In der Clausura 2017 führte er seine Mannschaft zur Meisterschaft. Nach der Spielzeit 2017/18 trat er von seinem Posten zurück, nachdem seine Mannschaft beide Spielrunden in der unteren Tabellenhälfte beendet hatte. Im Oktober 2018 wurde er neuer Trainer der San José Earthquakes in der US-amerikanischen Major League Soccer. Ab Mai 2022 trainierte Almeyda die griechische Fußballmannschaft AEK Athen. Im Mai 2025 wurde er entlassen. Zur Saison 2025/26 wurde er als Nachfolger von Javier Garcia Pimienta Cheftrainer des FC Sevilla.

### Enthüllungsbuch
Almeyda berichtete in Almeyda: Leben und Seele von starkem Zigaretten- und Weinkonsum während seiner Karriere. Außerdem warf er dem Klubeigner der AC Parma, Stefano Tanzi, Verbindungen zur Mafia vor. Laut seinen Schilderungen wurden ihm bei Parma zudem Infusionen vor den Spielen verabreicht, die einen starken Energieschub bewirkten. Für ihn waren diese der Grund warum manche seiner Kameraden später Muskelprobleme hatten oder an Herzproblemen starben.